# Siergiej Antonow (polityk)
Siergiej Fiodorowicz Antonow (ros. Серге́й Фёдорович Анто́нов, ur. 12 września?/25 września 1911 we wsi Pokrowskoje k. Tiumeni, zm. 28 grudnia 1987 w Moskwie) – radziecki polityk, dyplomata, minister przemysłu mięsnego i mleczarskiego ZSRR (1965–1984).

## Życiorys
W latach 1932–1937 studiował w Leningradzkim Instytucie Inżynierów Przemysłu Mleczarskiego, a 1939–1941 w Wyższej Szkole Partyjnej przy KC WKP(b). Od 1937 w WKP(b), 1941 słuchacz kursów przy Akademii Wojskowo-Politycznej Armii Czerwonej im. Lenina. Od 1937 zastępca głównego inżyniera, później szef wydziału technicznego Głównego Zarządu Przemysłu Mlecznego Ludowego Komisariatu Przemysłu Spożywczego ZSRR. W latach 1941–1944 zastępca szefa Wydziału Politycznego 2 Szkoły Piechoty w Berdyczowie, od 1944 do stycznia 1946 starszy instruktor Wydziału Politycznego Południowouralskiego Okręgu Wojskowego, od stycznia do kwietnia 1946 główny inżynier Głównego Zarządu Ludowego Komisariatu/Ministerstwa Przemysłu Mięsnego i Mleczarskiego ZSRR, od kwietnia do września 1946 sekretarz komitetu WKP(b) w tym ministerstwie. Od września 1946 do marca 1953 zastępca ministra przemysłu mięsnego i mlecznego ZSRR, od marca 1953 do marca 1954 szef Głównego Zarządu Przemysłu Mlecznego Ministerstwa Przemysłu Lekkiego i Spożywczego/Ministerstwa Przemysłu Towarów Spożywczych ZSRR, w marcu-kwietniu 1954 kierownik Wydziału Przemysłu Towarów Spożywczych Rady Ministrów ZSRR, a od 17 kwietnia 1954 do 10 maja 1957 minister przemysłu produktów mięsnych i mlecznych ZSRR. Od czerwca 1957 do lutego 1958 zastępca przewodniczącego Miejskiego Sownarchozu w Moskwie, od lutego 1958 do czerwca 1960 doradca w Ambasadzie ZSRR w Chinach, od 5 czerwca 1960 do 8 października 1965 ambasador nadzwyczajny i pełnomocny ZSRR w Afganistanie. Od 2 października 1965 do 12 stycznia 1984 minister przemysłu mięsnego i mleczarskiego ZSRR, następnie na emeryturze. Od 8 kwietnia 1966 do 24 lutego 1976 członek Centralnej Komisji Rewizyjnej KPZR, od 5 marca 1976 do 25 lutego 1986 członek KC KPZR. Deputowany do Rady Najwyższej ZSRR od 7 do 10 kadencji. Pochowany na Cmentarzu Kuncewskim w Moskwie.

## Odznaczenia
- Order Lenina (dwukrotnie)
- Order Rewolucji Październikowej
- Order Czerwonego Sztandaru Pracy (dwukrotnie)